# Школа № 50 имени А. С. Макаренко
Средняя школа № 50 Львова имени А. С. Макаренко — школа с украинским языком преподавания, расположенная во Львове.

## История
Средняя школа № 50 с русским языком преподавания была открыта 2 сентября 1952 года в районе улицы Гвардейской, вблизи Львовского политического училища и областного управления КГБ СССР, что во многом определило контингент учащихся. Здание теперешней школы было построено в 1928 году на деньги австрийского мецената Д. Абрагамовича. До основания школы в 1952 г. в здании размещался корпус интерната, основанного в 1921 году.
В 1956 году школе было присвоено имя советского педагога А. С. Макаренко.
В 1962 году был открыт второй корпус, в котором разместилась начальная школа.
В 1990-х годах школа была частично украинизирована и стала смешанной русско-украинской.
В 2009 году в школе был введён особый курс музейной педагогики.

## Успехи
Одним из первых выпускников был будущий чемпион мира, дважды бронзовый призёр Олимпийских игр по прыжкам в длину Игорь Тер-Ованесян, который в годы учёбы занимался в ДЮСШ № 2 при школе.
В 2005 и 2008 годах команда школы становилась победителем Всеукраинского турнира юных химиков (в Киеве и Евпатории соответственно).
Летом 2009 года ученик 11-го класса Нещадин Андрей выиграл бронзовую медаль на Международной олимпиаде по химии в Лондоне.